# Trente-cinquième district congressionnel du Texas
Le 35e district congressionnel du Texas est un district créé à la suite du recensement américain de 2010. Les premiers candidats se sont présentés aux élections parlementaires de 2012 et ont siégé au 113e Congrès des États-Unis. Cette élection a été remportée par Lloyd Doggett, qui représentait auparavant le 25e district avant le redécoupage.
Le district comprend des parties de la zone métropolitaine de San Antonio (principalement des zones à majorité noire et hispanique), y compris des parties du Comté de Bexar, de fines bandes des comtés de Comal et Hays, une partie du Comté de Caldwell et des parties du sud et de l'est d'Austin dans le Comté de Travis.
En mars 2017, un panel de juges fédéraux a statué que le 35e district avait été désigné illégalement dans un but discriminatoire. En août 2017, un autre panel de juges fédéraux de San Antonio a jugé que le district était inconstitutionnel. Cependant, le district a été autorisé à se présenter dans l'arrêt Abbott v. Perez de la Cour suprême des États-Unis en 2018.
Greg Casar, d'Austin, a remporté l'élection de 2022 pour ce siège ; Doggett a déménagé dans le 37e district nouvellement créé, presque entièrement centré sur Austin et contenant une petite partie de sa banlieue, et y a remporté les élections. En conséquence, Austin sera représenté par deux démocrates à la Chambre.
Avec un CPVI de J+21 (à partir de 2023), c'est désormais le deuxième district le plus démocrate qui comprend Austin. Seul le 37e est plus démocrate avec un classement D+24.

## Historique de vote
| Année | Poste     | Résultats               |
| ----- | --------- | ----------------------- |
| 2012  | Président | Obama 63,0 % - 35,0 %   |
| 2016  | Président | Clinton 64,0 % - 30,0 % |
| 2020  | Président | Biden 68,0 % - 31,0 %   |

## Liste des Représentants du district
| Membre                             | Parti     | Années                          | Congrès     | Histoire électorale | Zone géographique                                           |
| ---------------------------------- | --------- | ------------------------------- | ----------- | --- | ----------------------------------------------------------- |
| District établit le 3 janvier 2013 |           |                                 |             | |                                                             |
| Lloyd Doggett                      | Démocrate | 3 janvier 2013 - 3 janvier 2023 | 113e - 117e | Redécoupage depuis le 25e district et réélu en 2012. Réélu en 2014. Réélu en 2016. Réélu en 2018. Réélu en 2020. Redécoupage vers le 37e district. | 2013–2023 Parties de Bexar, Caldwell, Comal, Hays et Travis |
| Greg Casar                         | Démocrate | 3 janvier 2023 - Présent        | 118e - 119e | Élu en 2022. Réélu en 2024. | 2023–Présent Parties de Bexar, Comal, Hays et Travis        |

## Résultats des récentes élections
Voici les résultats des dix précédents cycles électoraux dans le district.

### 2012
| Élection de 2012 du 35e district congressionnel du Texas | Élection de 2012 du 35e district congressionnel du Texas | Élection de 2012 du 35e district congressionnel du Texas | Élection de 2012 du 35e district congressionnel du Texas | Élection de 2012 du 35e district congressionnel du Texas |
| -------------------------------------------------------- | -------------------------------------------------------- | -------------------------------------------------------- | -------------------------------------------------------- | -------------------------------------------------------- |
| Parti                                                    | Parti                                                    | Candidat                                                 | Votes                                                    | %                                                        |
|                                                          | Démocrate                                                | Lloyd Doggett                                            | 105 626                                                  | 63,94                                                    |
|                                                          | Républicain                                              | Susan Narvaiz                                            | 52 894                                                   | 32,02                                                    |
|                                                          | Libertarien                                              | Ross Lun Leonne                                          | 4082                                                     | 2,47                                                     |
|                                                          | Vert                                                     | Meghan Owen                                              | 2540                                                     | 1,53                                                     |
| Total des votes                                          | Total des votes                                          | Total des votes                                          | 165 179                                                  | 100 %                                                    |
|                                                          | Les Démocrates conservent                                |                                                          |                                                          |                                                          |

### 2014
| Élection de 2014 du 35e district congressionnel du Texas | Élection de 2014 du 35e district congressionnel du Texas | Élection de 2014 du 35e district congressionnel du Texas | Élection de 2014 du 35e district congressionnel du Texas | Élection de 2014 du 35e district congressionnel du Texas |
| -------------------------------------------------------- | -------------------------------------------------------- | -------------------------------------------------------- | -------------------------------------------------------- | -------------------------------------------------------- |
| Parti                                                    | Parti                                                    | Candidat                                                 | Votes                                                    | %                                                        |
|                                                          | Démocrate                                                | Lloyd Doggett (sortant)                                  | 60 124                                                   | 62,48                                                    |
|                                                          | Républicain                                              | Susan Narvaiz                                            | 32 040                                                   | 33,29                                                    |
|                                                          | Libertarien                                              | Cory W. Burner                                           | 2767                                                     | 2,87                                                     |
|                                                          | Vert                                                     | Kat Swift                                                | 1294                                                     | 1,34                                                     |
| Total des votes                                          | Total des votes                                          | Total des votes                                          | 96 225                                                   | 100 %                                                    |
|                                                          | Les Démocrates conservent                                |                                                          |                                                          |                                                          |

### 2016
| Élection de 2016 du 35e district congressionnel du Texas | Élection de 2016 du 35e district congressionnel du Texas | Élection de 2016 du 35e district congressionnel du Texas | Élection de 2016 du 35e district congressionnel du Texas | Élection de 2016 du 35e district congressionnel du Texas |
| -------------------------------------------------------- | -------------------------------------------------------- | -------------------------------------------------------- | -------------------------------------------------------- | -------------------------------------------------------- |
| Parti                                                    | Parti                                                    | Candidat                                                 | Votes                                                    | %                                                        |
|                                                          | Démocrate                                                | Lloyd Doggett (sortant)                                  | 124 613                                                  | 63,07                                                    |
|                                                          | Républicain                                              | Susan Narvaiz                                            | 62 384                                                   | 31,57                                                    |
|                                                          | Libertarien                                              | Rhet Rosenquest Smith                                    | 6504                                                     | 3,29                                                     |
|                                                          | Vert                                                     | Scott Trimble                                            | 4076                                                     | 2,06                                                     |
| Total des votes                                          | Total des votes                                          | Total des votes                                          | 197 516                                                  | 100 %                                                    |
|                                                          | Les Démocrates conservent                                |                                                          |                                                          |                                                          |

### 2018
| Élection de 2018 du 35e district congressionnel du Texas | Élection de 2018 du 35e district congressionnel du Texas | Élection de 2018 du 35e district congressionnel du Texas | Élection de 2018 du 35e district congressionnel du Texas | Élection de 2018 du 35e district congressionnel du Texas |
| -------------------------------------------------------- | -------------------------------------------------------- | -------------------------------------------------------- | -------------------------------------------------------- | -------------------------------------------------------- |
| Parti                                                    | Parti                                                    | Candidat                                                 | Votes                                                    | %                                                        |
|                                                          | Démocrate                                                | Lloyd Doggett (sortant)                                  | 138 278                                                  | 71,25                                                    |
|                                                          | Républicain                                              | David Smalling                                           | 50 553                                                   | 26,05                                                    |
|                                                          | Libertarien                                              | Clark Patterson                                          | 5236                                                     | 2,70                                                     |
| Total des votes                                          | Total des votes                                          | Total des votes                                          | 194 067                                                  | 100 %                                                    |
|                                                          | Les Démocrates conservent                                |                                                          |                                                          |                                                          |

### 2020
| Élection de 2020 du 35e district congressionnel du Texas | Élection de 2020 du 35e district congressionnel du Texas | Élection de 2020 du 35e district congressionnel du Texas | Élection de 2020 du 35e district congressionnel du Texas | Élection de 2020 du 35e district congressionnel du Texas |
| -------------------------------------------------------- | -------------------------------------------------------- | -------------------------------------------------------- | -------------------------------------------------------- | -------------------------------------------------------- |
| Parti                                                    | Parti                                                    | Candidat                                                 | Votes                                                    | %                                                        |
|                                                          | Démocrate                                                | Lloyd Doggett (sortant)                                  | 176 373                                                  | 65,4                                                     |
|                                                          | Républicain                                              | Jennifer Garcia Sharon                                   | 80 795                                                   | 30,0                                                     |
|                                                          | Libertarien                                              | Mark Loewe                                               | 7393                                                     | 2,7                                                      |
|                                                          | Indépendant                                              | Jason Mata                                               | 5236                                                     | 1,9                                                      |
| Total des votes                                          | Total des votes                                          | Total des votes                                          | 269 797                                                  | 100 %                                                    |
|                                                          | Les Démocrates conservent                                |                                                          |                                                          |                                                          |

### 2022
| Primaire Démocrate de 2022 du 35e district congressionnel du Texas | Primaire Démocrate de 2022 du 35e district congressionnel du Texas | Primaire Démocrate de 2022 du 35e district congressionnel du Texas | Primaire Démocrate de 2022 du 35e district congressionnel du Texas | Primaire Démocrate de 2022 du 35e district congressionnel du Texas |
| ------------------------------------------------------------------ | ------------------------------------------------------------------ | ------------------------------------------------------------------ | ------------------------------------------------------------------ | ------------------------------------------------------------------ |
| Parti                                                              | Parti                                                              | Candidat                                                           | Votes                                                              | %                                                                  |
|                                                                    | Démocrate                                                          | Greg Casar                                                         | 25 505                                                             | 61,1                                                               |
|                                                                    | Démocrate                                                          | Eddie Rodriguez                                                    | 6526                                                               | 15,6                                                               |
|                                                                    | Démocrate                                                          | Rebecca J. Viagran                                                 | 6511                                                               | 15,6                                                               |
|                                                                    | Démocrate                                                          | Carla-Joy Sisco                                                    | 3190                                                               | 7,6                                                                |

| Primaire Républicaine de 2022 du 35e district congressionnel du Texas | Primaire Républicaine de 2022 du 35e district congressionnel du Texas | Primaire Républicaine de 2022 du 35e district congressionnel du Texas | Primaire Républicaine de 2022 du 35e district congressionnel du Texas | Primaire Républicaine de 2022 du 35e district congressionnel du Texas |
| --------------------------------------------------------------------- | --------------------------------------------------------------------- | --------------------------------------------------------------------- | --------------------------------------------------------------------- | --------------------------------------------------------------------- |
| Parti                                                                 | Parti                                                                 | Candidat                                                              | Votes                                                                 | %                                                                     |
|                                                                       | Républicain                                                           | Dan McQueen                                                           | 4161                                                                  | 61,3                                                                  |
|                                                                       | Républicain                                                           | Michael Rodiguez                                                      | 2632                                                                  | 38,7                                                                  |

| Élection de 2022 du 35e district congressionnel du Texas | Élection de 2022 du 35e district congressionnel du Texas | Élection de 2022 du 35e district congressionnel du Texas | Élection de 2022 du 35e district congressionnel du Texas | Élection de 2022 du 35e district congressionnel du Texas |
| -------------------------------------------------------- | -------------------------------------------------------- | -------------------------------------------------------- | -------------------------------------------------------- | -------------------------------------------------------- |
| Parti                                                    | Parti                                                    | Candidat                                                 | Votes                                                    | %                                                        |
|                                                          | Démocrate                                                | Greg Casar                                               | 129 599                                                  | 72,6                                                     |
|                                                          | Républicain                                              | Dan McQueen                                              | 48 969                                                   | 27,4                                                     |
| Total des votes                                          | Total des votes                                          | Total des votes                                          | 178 568                                                  | 100 %                                                    |
|                                                          | Les Démocrates conservent                                |                                                          |                                                          |                                                          |

### 2024
| Primaire Démocrate de 2024 du 35e district congressionnel du Texas | Primaire Démocrate de 2024 du 35e district congressionnel du Texas | Primaire Démocrate de 2024 du 35e district congressionnel du Texas | Primaire Démocrate de 2024 du 35e district congressionnel du Texas | Primaire Démocrate de 2024 du 35e district congressionnel du Texas |
| ------------------------------------------------------------------ | ------------------------------------------------------------------ | ------------------------------------------------------------------ | ------------------------------------------------------------------ | ------------------------------------------------------------------ |
| Parti                                                              | Parti                                                              | Candidat                                                           | Votes                                                              | %                                                                  |
|                                                                    | Démocrate                                                          | Greg Casar (sortant)                                               | 28 830                                                             | 100%                                                               |

| Primaire Républicaine de 2024 du 35e district congressionnel du Texas | Primaire Républicaine de 2024 du 35e district congressionnel du Texas | Primaire Républicaine de 2024 du 35e district congressionnel du Texas | Primaire Républicaine de 2024 du 35e district congressionnel du Texas | Primaire Républicaine de 2024 du 35e district congressionnel du Texas |
| --------------------------------------------------------------------- | --------------------------------------------------------------------- | --------------------------------------------------------------------- | --------------------------------------------------------------------- | --------------------------------------------------------------------- |
| Parti                                                                 | Parti                                                                 | Candidat                                                              | Votes                                                                 | %                                                                     |
|                                                                       | Républicain                                                           | Michael Rodriguez                                                     | 4085                                                                  | 27,1                                                                  |
|                                                                       | Républicain                                                           | Steven Wright                                                         | 3715                                                                  | 24,6                                                                  |
|                                                                       | Républicain                                                           | Dave Cuddy                                                            | 3079                                                                  | 20,4                                                                  |
|                                                                       | Républicain                                                           | Brandon Dunn                                                          | 2700                                                                  | 17,9                                                                  |
|                                                                       | Républicain                                                           | Rod Lingsch                                                           | 1514                                                                  | 10,0                                                                  |

| Second Tour de la Primaire Républicaine de 2024 du 35e district congressionnel du Texas | Second Tour de la Primaire Républicaine de 2024 du 35e district congressionnel du Texas | Second Tour de la Primaire Républicaine de 2024 du 35e district congressionnel du Texas | Second Tour de la Primaire Républicaine de 2024 du 35e district congressionnel du Texas | Second Tour de la Primaire Républicaine de 2024 du 35e district congressionnel du Texas |
| --------------------------------------------------------------------------------------- | --------------------------------------------------------------------------------------- | --------------------------------------------------------------------------------------- | --------------------------------------------------------------------------------------- | --------------------------------------------------------------------------------------- |
| Parti                                                                                   | Parti                                                                                   | Candidat                                                                                | Votes                                                                                   | %                                                                                       |
|                                                                                         | Républicain                                                                             | Steven Wright                                                                           | 1082                                                                                    | 50,1                                                                                    |
|                                                                                         | Républicain                                                                             | Michael Rodriguez                                                                       | 1077                                                                                    | 49,9                                                                                    |

| Élection de 2024 du 35e district congressionnel du Texas | Élection de 2024 du 35e district congressionnel du Texas | Élection de 2024 du 35e district congressionnel du Texas | Élection de 2024 du 35e district congressionnel du Texas | Élection de 2024 du 35e district congressionnel du Texas |
| -------------------------------------------------------- | -------------------------------------------------------- | -------------------------------------------------------- | -------------------------------------------------------- | -------------------------------------------------------- |
| Parti                                                    | Parti                                                    | Candidat                                                 | Votes                                                    | %                                                        |
|                                                          | Démocrate                                                | Greg Casar (sortant)                                     | TBD                                                      | TBD                                                      |
|                                                          | Républicain                                              | Steven Wright                                            | TBD                                                      | TBD                                                      |
| Total des votes                                          | Total des votes                                          | Total des votes                                          | TBD                                                      | 100 %                                                    |
|                                                          |                                                          |                                                          |                                                          |                                                          |